# Augusto Álvaro da Silva

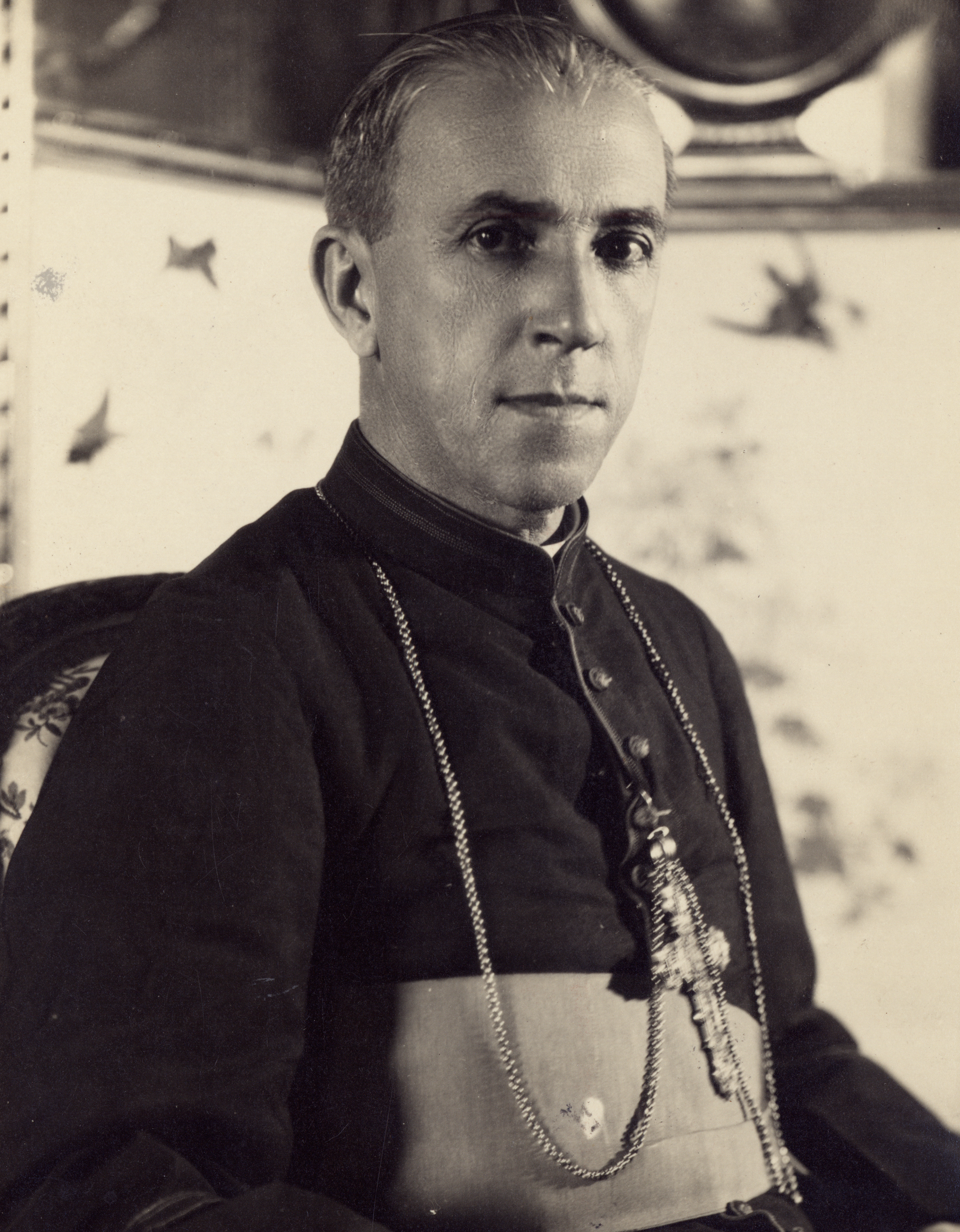
Bischof Augusto Alvaro da Silva (vor 1925)

 Augusto Álvaro Kardinal da Silva  (* 8. April 1876 in Recife, Brasilien; † 14. August 1968 in Salvador da Bahia) war Erzbischof von São Salvador da Bahia.

## Leben

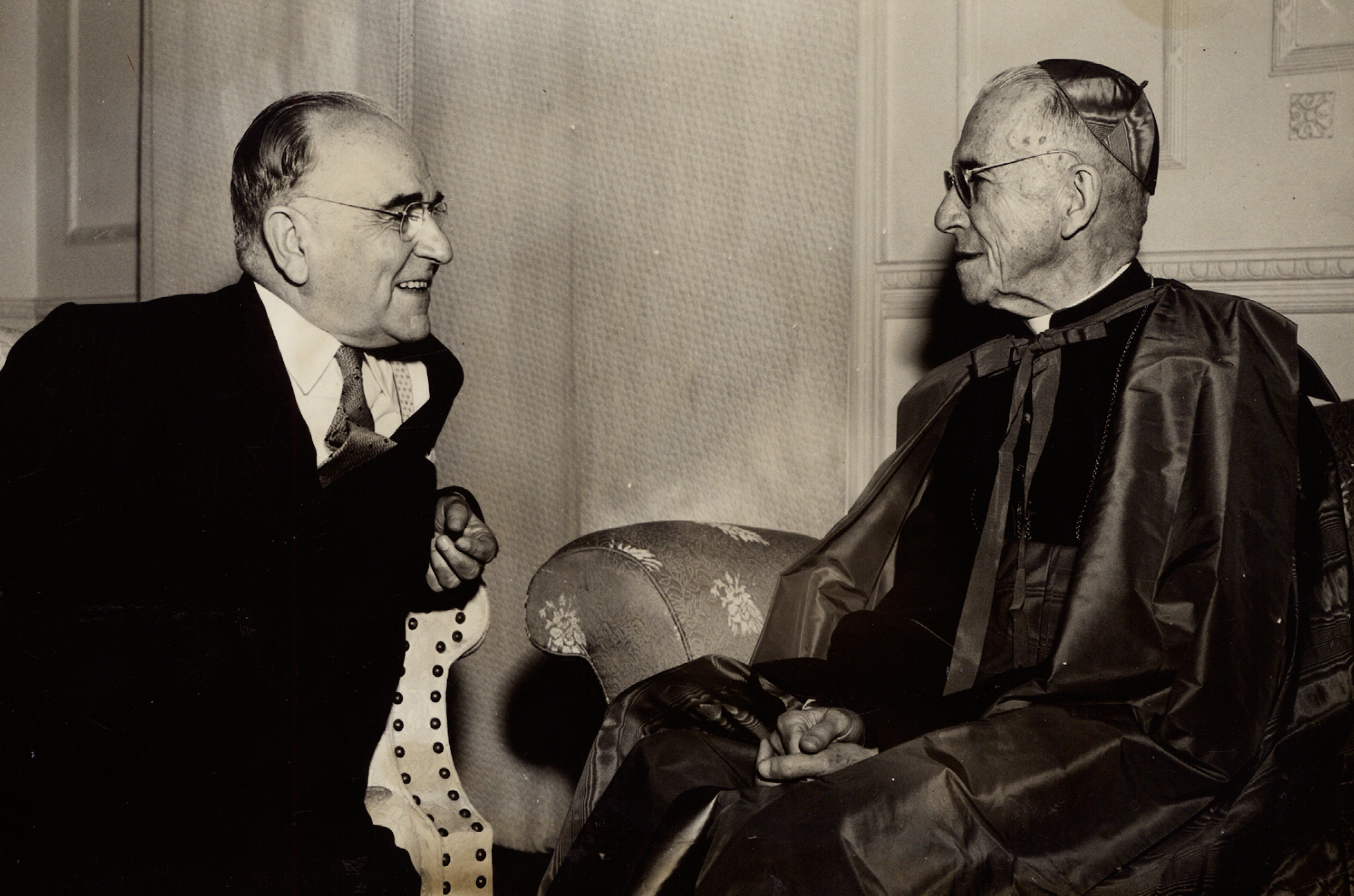
Kardinal Augusto Alvaro da Silva (re.) und Getúlio Vargas (vor 1955)

Kardinalswappen

Augusto Álvaro da Silva erhielt seine philosophische und theologische Ausbildung im Priesterseminar von Olinda. Er empfing am 5. März 1899 das Sakrament der Priesterweihe und arbeitete anschließend als Gemeindeseelsorger und Kathedral-Zeremoniar in Olinda.
Papst Pius X. ernannte ihn am 12. Mai 1911 zum ersten Bischof des am Ende des Vorjahres errichteten Bistums Floresta. Die Bischofsweihe spendete ihm der Erzbischof von Olinda, Luís Raimundo da Silva Brito, am 22. Oktober desselben Jahres; Mitkonsekratoren waren der Bischof von São Luís do Maranhão, Francisco de Paula e Silva CM, und der Bischof von Natal, Joaquim Antônio de Almeida. Die Amtseinführung im Bistum Floresta fand am 23. November 1911 statt.
Papst Benedikt XV. übertrug ihm 1915 die Leitung des Bistums Barra do Rio Grande, Papst Pius XI. ernannte ihn 1924 zum Erzbischof von São Salvador da Bahia. Papst Pius XII. nahm Augusto Álvaro da Silva am 12. Januar 1953 als Kardinalpriester mit der Titelkirche Sant’Angelo in Pescheria in das Kardinalskollegium auf. Er nahm in den Jahren 1962 bis 1965 am Zweiten Vatikanischen Konzil teil. Augusto Álvaro Kardinal da Silva starb am 14. August 1968 in São Salvador da Bahia und wurde in der dortigen Kathedrale bestattet.